# Recent Songs
Recent Songs — шестой студийный альбом Леонарда Коэна, изданный в 1979 году.

## Об альбоме
Recent Songs знаменует возвращение Коэна к акустической музыке после экспериментального альбома Death of a Ladies’ Man, а также отмечает влияние джаза и восточной музыки. На этом альбоме впервые используются скрипка, уд и инструменты мариачи.

### Песни
- Метафорическая «Ballad of the Absent Mare» основана на серии чань-буддистских стихов «Десять быков».
- «Came So Far for Beauty», «The Traitor» и «The Smokey Life» должны были появиться на альбоме Songs for Rebecca, планировавшегося к выходу в 1975 году. Но запись была заброшена Коэном и эти три песни, с небольшой студийной доработкой, вошли на настоящий альбом.
- Для Recent Songs также планировались песни «The Faith», «Misty Blue» и «Do I Have to Dance All Night», не попавшие в альбом Death of a Ladies’ Man, но им не суждено было попасть и на Recent Songs. Концертная версия «Do I Have to Dance All Night» была выпущена в качестве сингла во Франции в 1976 году. Леонард также хотел выпустить «Misty Blue» как бонусный сингл к Recent Songs, но идея была отвергнута руководством Columbia Records.

## Список композиций
Первая сторона:
| №  | Название                               | Продолжительность |
| -- | -------------------------------------- | ----------------- |
| 1. | The Guests                             | 6:40              |
| 2. | Humbled in Love                        | 5:15              |
| 3. | The Window                             | 5:56              |
| 4. | Came So Far for Beauty                 | 4:04              |
| 5. | The Lost Canadian (Un Canadien errant) | 4:42              |

Вторая сторона:
| №  | Название                  | Продолжительность |
| -- | ------------------------- | ----------------- |
| 1. | The Traitor               | 6:16              |
| 2. | Our Lady of Solitude      | 3:13              |
| 3. | The Gypsy’s Wife          | 5:13              |
| 4. | The Smokey Life           | 5:19              |
| 5. | Ballad of the Absent Mare | 6:26              |